# Wowow
WOWOW (jap. ワウワウ Wauwau) – pierwszy prywatny i płatny kanał w telewizji satelitarnej w Japonii. Rozpoczął nadawanie 1 kwietnia 1991 roku. 1 grudnia 2000 r. został pierwszym kanałem nadawanym cyfrowo w jakości HD. Centrum nadawcze stacji znajduje się w Minato w Tokio.
Kanał oprócz produkcji seriali (dram), w 2007 otworzył własną wytwórnię filmową. Od tego czasu stacja systematycznie wydaje dramy oraz filmy pełnometrażowe. Produkcje spod szyldu WOWOW to najczęściej kryminały, filmy akcji, thrillery i suspense czy filmy psychologiczne, a prawie każda produkcja jest przeznaczona tylko do osób pełnoletnich.

## Historia
- W grudniu 1984 roku założono pierwszą prywatną firmę nadawczą, Japan Satellite Broadcasting (obecnie WOWOW)[5].
- W listopadzie 1989 r. „WOWOW” zostało wybrane jako przydomek kanału[5].
- 1 kwietnia 1991 otwarto stację i rozpoczęto emisję komercyjną (24-godziny płatnej transmisji). A w listopadzie rozpoczęto transmisję testową w wysokiej rozdzielczości, którą powierzono pięciu stacjom w Tokio[5].
- W sierpniu 1992 liczba skumulowanych umów abonamentowych netto przekroczyła milion gospodarstw domowych (w najkrótszym na świecie okresie dla telewizji płatnej)[5].
- W grudniu 2000 roku zmieniono nazwę na „WOWOW Inc.” i rozpoczęto transmisję cyfrową[5].
- W listopadzie 2005 powstał kanał WOWOW Entertainment[5].
- W marcu 2007 r. wprowadzono nagrody „WOWOW Scenario Award” dla scenarzystów. A w kwietniu otwarta została wytwórnia filmowa WOWOW Films. W październiku odbyła się premiera pierwszej produkcji WOWOW Films „Hannin ni Tsugu”[5].
- 24 lipca 2011 zakończono transmisję analogową[5]. 1 października rozpoczęła się transmisja w pełnej rozdzielczości HD trzech kanałów. Wowow Prime, który jest ogólnym kanałem rozrywkowym, Wowow Live obejmuje sport, filmy dokumentalne, występy na żywo, natomiast Wowow Cinema to 24-godzinny kanał filmowy, w którym wszystkie zagraniczne filmy i seriale są z japońskim dubbingiem aktorskim[6].
- W lipcu 2012 ruszyła usługa dystrybucji programu VOD „WOWOW Members On-Demand”[5].
- W marcu 2017 roku WOWOW nabył udziały Actvila Corporation i uczynił z niej spółkę zależną. A w kwietniu nabył kolejne udziały tym razem od IMAGICA TV Corp. i również przekształcił ją w spółkę zależną[5].
- W marcu 2021 ruszył kanał WOWOW 4K[7].